# Programa Luna

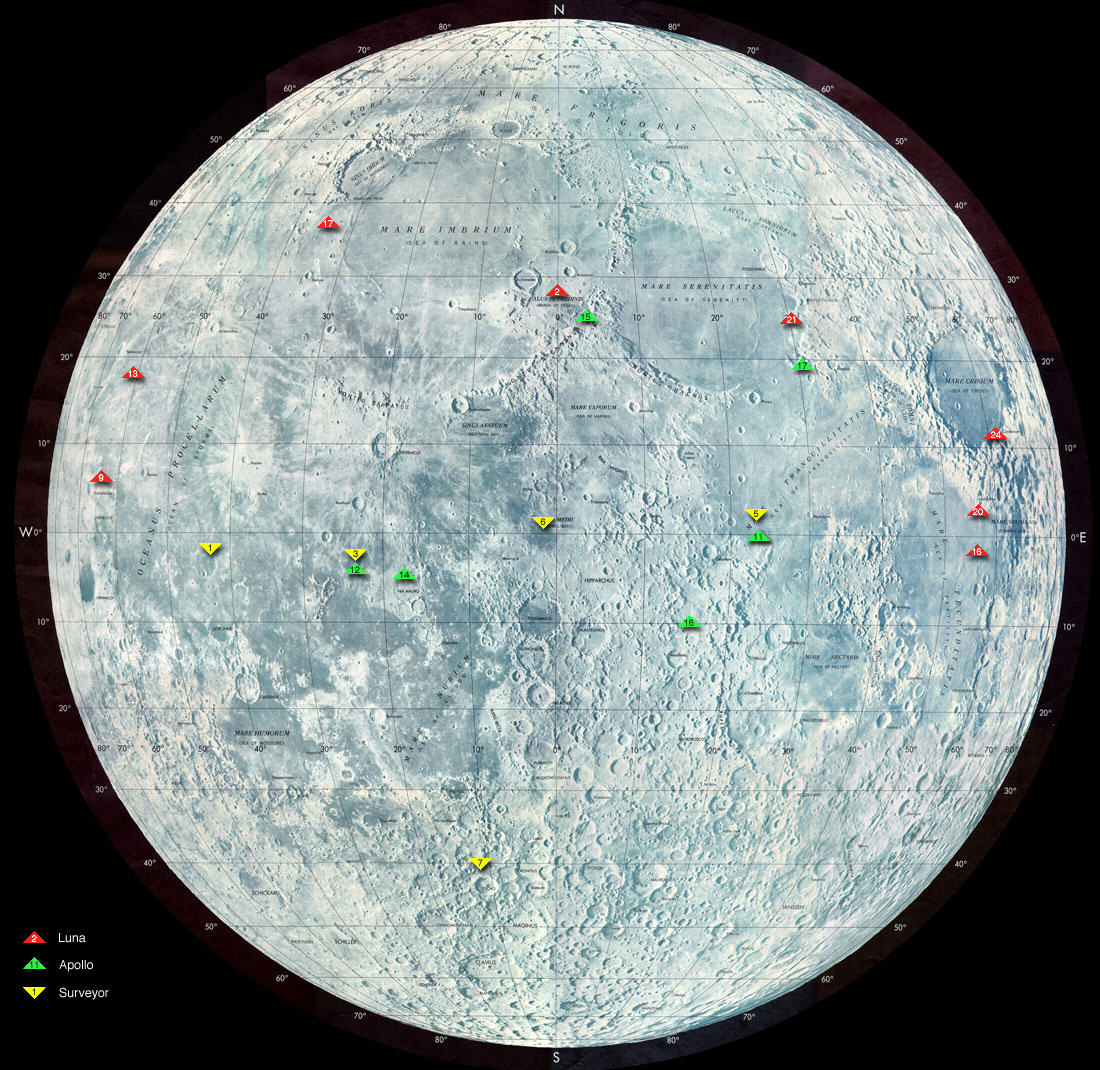
Localització de les missions Lunik a la Lluna

El programa Luna o Lunik estigué integrat per una sèrie de sondes automàtiques soviètiques desenvolupades pel científic Serguei Koroliov, dedicades a fotografiar i estudiar la superfície del satèl·lit de la Terra, la Lluna. El programa el formaren 24 unitats, llançades entre el 2 de gener del 1959 i el 9 d'agost del 1976, algunes de les quals tornaren amb mostres del sòl lunar.
El programa Luna (de la paraula russa Луна "Luna" ), ocasionalment anomenat Lunik pels mitjans occidentals, van ser una sèrie de missions de naus espacials no tripulades enviades a la Lluna per la Unió Soviètica i més tard Rússia entre 1959 i 2023. Quinze van tenir èxit, dissenyades cadascuna amb una nau espacial i un mòdul de descens amb les que van aconseguir moltes novetats en l'exploració espacial. També van realitzar molts experiments, estudiant la composició química, la gravetat, la temperatura i la radiació de la Lluna.
La designació Luna va ser atribuïda a unes vint-i-quatre naus espacials, les quals van rebre formalment la designació Luna, encara que se'n van llançar més. Aquelles que no van arribar a l'òrbita no van ser reconegudes públicament en aquell moment i no se'ls va assignar un número de Luna. Les que van fallar en l'òrbita terrestre baixa se'ls donava designacions de Cosmos. El cost estimat del programa Luna el 1964 va ser de 6.000 a 10.000 milions de dòlars EUA.

## Missions
| Vehicle | Llançament | Observacions |
| Luna 1  | 02-01-1959 | Passà a 6.000 km de la Lluna i entrà en òrbita solar.                                                                                     |
| Luna 2  | 12-09-1959 | Primera sonda en arribar a la Lluna. S'estavellà a 29,10ºN - 0,00º el 14 de setembre del 1959.                                            |
| Luna 3  | 04-10-1959 | Realitzà el 10 d'octubre del 1959 les primeres fotografies de la cara oculta de la Lluna.                                                 |
| Luna 4  | 02-04-1963 | Intent d'allunatge suau que fracassà. Passà a 8.500 km de la Lluna i entrà en òrbita solar.                                               |
| Luna 5  | 09-05-1965 | Intent d'allunatge suau que fracassà. S'estavellà a 31ºS - 8ºE.                                                                           |
| Luna 6  | 08-06-1965 | Passà a 161.000 km de la Lluna i entrà en òrbita solar.                                                                                   |
| Luna 7  | 04-10-1965 | Intent d'allunatge suau que fracassà. S'estavellà a 9ºN - 40ºW.                                                                           |
| Luna 8  | 03-12-1965 | Intent d'allunatge suau que fracassà. S'estavellà a 9,1ºN - 63,3ºW.                                                                       |
| Luna 9  | 31-01-1966 | Allunà amb èxit el 3 de febrer a 7,08ºN - 64,4ºW i envià fotografies.                                                                     |
| Luna 10 | 31-03-1966 | Satèl·lit lunar. Orbità a una distància de 350 km. Mantingué el contacte durant 460 òrbites en 2 mesos.                                   |
| Luna 11 | 24-08-1966 | Distància mínima a la Lluna de 159 km. Transmeté fins l'1 d'octubre del 1966.                                                             |
| Luna 12 | 22-10-1966 | Transmeté fins al 19 de gener del 1967.                                                                                                   |
| Luna 13 | 21-12-1966 | Allunà el 24-12-1966 a 18,87ºN - 62ºW. Estudià el sòl. Transmeté fins al 27-12-1966.                                                      |
| Luna 14 | 07-04-1968 | Satèl·lit lunar. Orbità a una distància mínima de 160 km.                                                                                 |
| Luna 15 | 13-07-1969 | S'estavellà a 17ºN - 60ºE el 21-07-1969 després de 52 òrbites. Fou llançada la mateixa setmana que l'Apollo 11.                           |
| Luna 16 | 12-09-1970 | Allunà a 0,68ºS - 56,30ºE el 20-09-1970. Tornà a la Terra el 24 de setembre amb 101 grams de basalt lunar.                                |
| Luna 17 | 10-11-1970 | Allunà el 17-11-1970 transportant el Lunokhod 1 a 38,28ºN - 35ºW.                                                                         |
| Luna 18 | 02-09-1971 | S'estavellà a 3,57ºN - 50,50ºE després de 54 òrbites.                                                                                     |
| Luna 19 | 28-09-1971 | Realitzà 4.000 òrbites abans d'emmudir.                                                                                                   |
| Luna 20 | 14-02-1972 | Allunà el 21-02-1972 a 3,57ºN - 56,50ºE. Dugué a la Terra 30 grams de mostres del sòl lunar el 25-02-1972.                                |
| Luna 21 | 08-01-1973 | Allunà el 16-01-1973 a 25,85ºN - 30,45ºE transportant el Lunokhod 2.                                                                      |
| Luna 22 | 02-06-1974 | Transmeté fins al 06-11-1975. |
| Luna 23 | 28-10-1974 | Allunà al Mare Crisium. Fracassà en la recollida de mostres. Transmeté fins al 09-11-1975.                                                |
| Luna 24 | 14-08-1976 | Allunà el 18-08-1976 a 12,25ºN - 62,20ºE. Excavà fins a 2 metres i tornà a la Terra el 22-08-1976 amb 170 grams de mostres del sòl lunar. |